# ガズデン購入50セント硬貨
ガズデン購入50セント硬貨（ガズデンこうにゅう50セントこうか、英語: Gadsden Purchase half dollar）は、アメリカ合衆国で発行が提案された記念硬貨。記念硬貨を発行するための法案は1930年に合衆国議会を通過、アメリカ合衆国造幣局によって発行される予定だったが、ハーバート・フーヴァー大統領が法案に拒否権を行使した。拒否権を上書きすべきかについて、議会で採決にかけられたが、合衆国下院では243票対96票で上書きに反対する議員が多数となった。この拒否権行使はフーヴァー大統領期では初であり、また記念硬貨法案に対し行使された事例としても初である。
1854年に議会の批准を受けたガズデン購入を記念するという提案はエルパソの硬貨商人ライマン・W・ホフェッカー（Lyman W. Hoffecker）が提唱したものであり、自身が流通を掌握することで利益を出す思惑であった。ホフェッカーがテキサス州や南西部の議員数名からの支持を確保した後、法案は1929年4月に議会に提出され、11か月後に聴聞会が開かれた。財務長官のアンドリュー・W・メロンが法案に反対する手紙を出し、財務省官僚2名が法案に反対したが、両院ともに大した異議を唱えずに法案を成立させた。フーヴァー大統領が1930年4月21日に硬貨制度の濫用であるとして拒否権を行使した後、拒否権行使を上書きすべきかについて下院で審議され、フーヴァーの拒否権行使を支持する発言をしたのはジョン・Q・ティルソンただ1人であったが、最終的には上書きしないとの選択が多数の票を得た。
ガズデン購入50セント硬貨が却下されて以降、フーヴァーの大統領期では記念硬貨が発行されなかった。フランクリン・D・ルーズベルトが大統領に就任すると記念硬貨の発行が再開されたが、彼も1935年にはフーヴァーの拒否権行使を引き合いに出して、議会に記念硬貨法案を成立させないよう求めた。その後、ルーズベルトは1938年に記念硬貨法案に拒否権を行使した。後任のハリー・S・トルーマン大統領も1946年に同様の警告を発し、1947年に拒否権を1度行使した。トルーマンの後任であるドワイト・D・アイゼンハワー大統領は1954年に記念硬貨法案に対し拒否権を3度発動、以降1981年に財務省が意見を変えるまで、一般流通しない記念硬貨が発行されることはなかった。

## 1930年3月の聴聞会まで
米墨戦争は1848年のグアダルーペ・イダルゴ条約締結により終結したが、条約により米国が獲得したメキシコ割譲地ではメキシコとの間の国境紛争が生じた。その背景には米国南部における、大陸横断鉄道の南部ルートに必要な土地を求める声があり、フランクリン・ピアース大統領はジェームズ・ガズデンをメキシコ駐在アメリカ合衆国大使として派遣して交渉にあたらせた。ガズデンとメキシコ大統領アントニオ・ロペス・デ・サンタ・アナの交渉の結果、ガズデン購入が成立、1853年12月30日に条約が締結された。条約では米国が4万5千平方マイル（12万平方キロメートル）の土地を1,500万米ドルで購入することが定められたが、アメリカ合衆国上院が批准を拒否したため、割譲地の面積と金額がそれぞれ約3分の1減額された。ガズデン購入によりアメリカが獲得した土地はエルパソの西、現アリゾナ州とニューメキシコ州の一部にあたる。

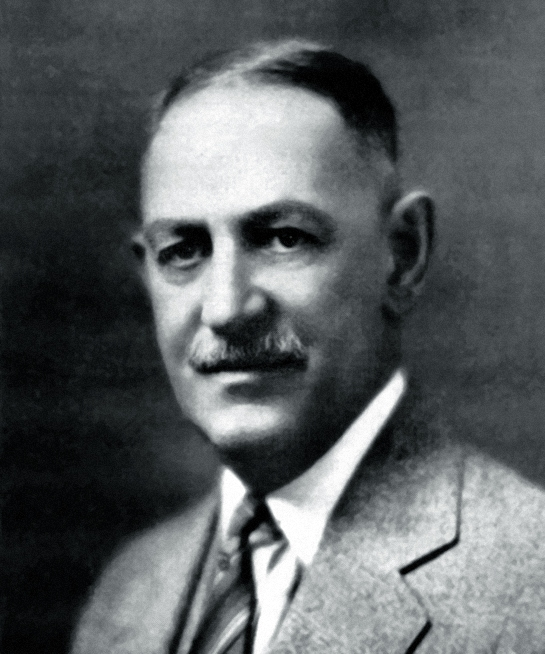
ライマン・W・ホフェッカー（Lyman W. Hoffecker）、1939年以前

1920年代末、エルパソの硬貨商人ライマン・W・ホフェッカー（Lyman W. Hoffecker）はガズデン購入75周年を記念する50セント硬貨の発行を議会に同意させようとした、ホフェッカーは1929年にガズデン購入委員会（Gadsden Purchase Commission）という組織を創設したが、その成員は実質的にはホフェッカーだけであった。この時代の記念硬貨の発売は政府によって行われることではなく、議会が記念硬貨法案で特定の組織を指名することが一般的だった。指名された組織は記念硬貨を額面で購入した後、値段を割り増して転売するのである。すなわち、ホフェッカーの目的はガズデン購入50セント硬貨の流通を掌握することである。
『ニュミズマティスト』の1929年4月号でホフェッカーからの手紙が掲載され、ホフェッカーは硬貨を設計して、その流通を担当するとした。また、エルパソ出身のテキサス州選出下院議員クロード・ベントン・ハッズペスが記念硬貨法案の提出に同意したとも述べ、設計については表面がガズデンの肖像、裏面がニューメキシコ州とアリゾナ州における購入地、ならびにエルパソの位置を示す地図であるとした。発行量は1万枚で値段は1.5米ドル（2018年時点の22米ドルと同等）だった。
ハッズペスは1929年4月25日にガズデン購入50セント硬貨の法案を下院に提出、法案は下院造幣・度量衡委員会に委ねられた。1930年1月29日、造幣・度量衡委員会の委員長ランドルフ・パーキンズ（ニュージャージー州選出）は財務長官のアンドリュー・W・メロンに手紙を出して意見を求め、メロンは31日に返信して法案に反対した。メロンは議会が1890年に定めた、硬貨の設計は25年内に2回以上変更されるべきでないという原則を支持、1920年以降記念硬貨法案が15件も成立したことは浪費的かつ造幣局の負担になると述べた。彼はさらに1927年にバーモント州独立150周年50セント硬貨が審議されたとき、造幣委員会が記念硬貨の多くが全国的に重要ではなく特定の地方にとって重要なだけだとして、発行に反対したことを例に挙げた。売り行きの良くない記念硬貨もあり、結局造幣局に返品されて溶かされる結果にしかならなかったため、メロンは記念硬貨ではなく記念メダルを発行するよう提案した。一方、ホフェッカーは3月8日に委員会に電報を出し、いつでも記念硬貨1万枚の値段を払える用意があるとし、また1929年だけとっても造幣局が外国の注文を受けて3千万枚以上の硬貨を製造したため、50セント記念硬貨の製造は造幣局にとってさほど負担にならないとも述べた。
1930年3月10日と17日、法案に関する聴聞会が開かれ、パーキンズが議長を務めた。そのうち、17日はハッズペスが病気だったため下院議員グイン・ウィリアムズ（テキサス州選出）が代理で出席した。ウィリアムズは聴聞会で発言し、記念硬貨の発行が南西部全体にとって重要であること、発行に必要な支出は政府ではなく発行の支持者が支払うこと、支払いの用意ができていることを述べた。さらに「テキサス州選出の国会議員にガズデン購入50セント硬貨の法案を提出および支持するよう求める」という、テキサス州議会の両院合同決議を提出した。続いて発言したのは下院議員アルバート・G・シムズ（ニューメキシコ州選出）であり、自身およびテキサス州選出の上院議員2名（民主党所属のサム・G・ブラットンと共和党所属のブロンソン・M・カッティング）が法案を支持していると述べた。ハッズペスは手紙を送り、ハッズペスの秘書ケイト・ジョージ（Kate George）はテキサス州、ニューメキシコ州、アリゾナ州選出の上院議員が一致して法案を支持していると述べた。ハッズペスの手紙が引用したホフェッカーの委員会の発言によると、硬貨発行の収入はガズデン購入地ではじめて米国国旗が立てられた場所に小さな記念碑を立てることに使われるという。
メロンは聴聞会に財務省官僚のウォルター・E・ホープ（Walter E. Hope）と造幣局局長補佐メアリー・M・オライリーを派遣した。ホープは50セント記念硬貨の発行が混乱を引き起こし、また偽造される可能性もあるとし、さらにこれまでの発行で売り行きが悪い場合があり、多くの記念硬貨が造幣局に返品されて溶かされる結果となったことを挙げた。一方、オライリーはたとえ話で自身の意見を説明した。彼女の話では、とある男が運賃を支払ってフィラデルフィアの路面電車に乗ろうとしたとき、50セント記念硬貨しか持っておらず車掌がその記念硬貨を知らなかったため運賃を支払えず、同じく客として乗車したフィラデルフィア造幣局局長が代わりに運賃を支払ってようやく乗車できた。ルーザー・A・ジョンソン（テキサス州選出）も議案を支持、3月5日付のホフェッカーからの手紙を提出して、記念硬貨は簡単に売れると述べた。また、ホフェッカーの手紙によると、委員会がハーバート・フーヴァー大統領と会談したとき、大統領はガズデン購入を祝うべきと述べたという。その後、造幣委員会は非公開審議を行い、法案を是認した。

## 議会での議決

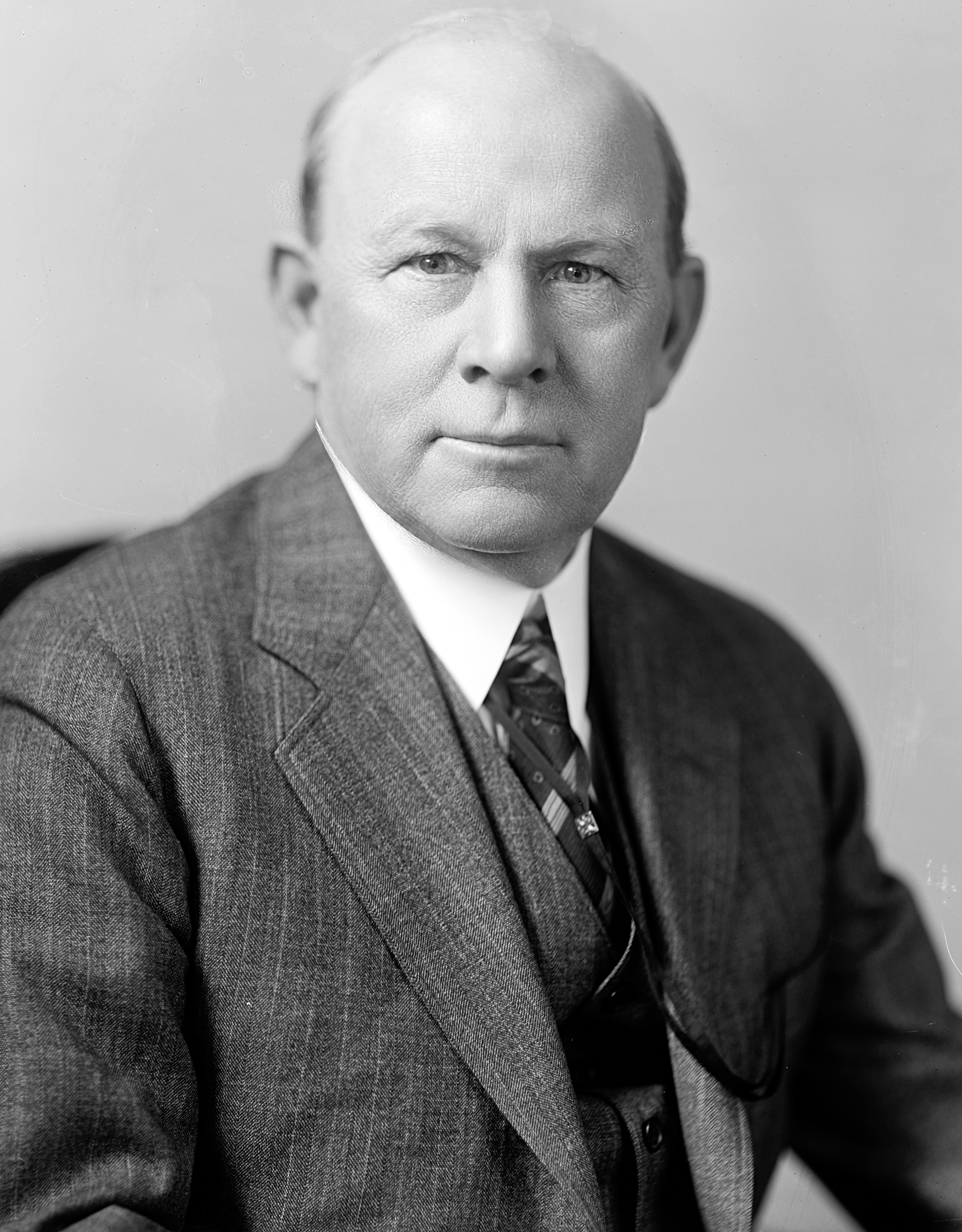
下院議員ランドルフ・パーキンズ

パーキンズ率いる委員会は1930年3月17日に報告書を提出、ガズデン購入記念が国際的に重要であることと、ホフェッカーが支払いを申し出たため財務省には損失のリスクがないことを述べた。3月19日、パーキンズは下院で法案を議決にかけ、大した弁論や反対のないまま法案が成立した。さらにその直後にはマサチューセッツ湾植民地300周年記念硬貨法案を通過させた。
上院ではガズデン購入50セント硬貨法案が銀行業・貨幣委員会に委ねられ、委員会は4月2日にトム・コナリー（テキサス州選出）を代表として、下院の報告と似た報告書を提出して法案の成立を勧告した。4月7日、法案は弁論と反対のないまま上院を通過した。法案は登録法案になり、4月9日に下院議長ニコラス・ロングワースと副大統領チャールズ・カーティスが署名した。翌10日、法案はフーヴァー大統領のもとに送られた。

## 拒否権行使と上書きの審議

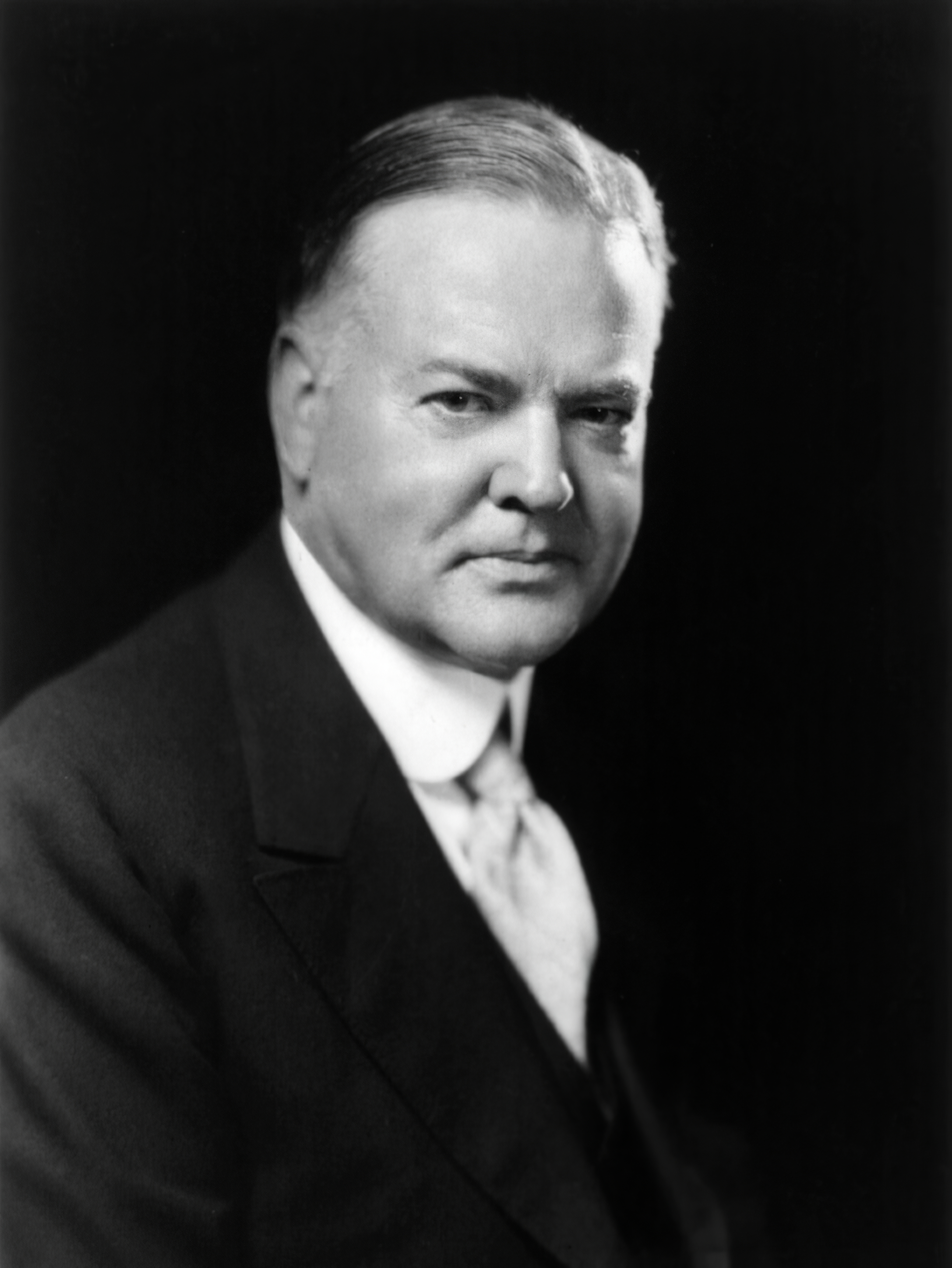
ハーバート・フーヴァー大統領

1930年4月21日、フーヴァー大統領は法案への拒否権を行使して署名せず、法案に反対した理由とともに下院に送り返した。これはフーヴァー初の拒否権行使であり、記念硬貨法案に対し行使された事例としても初である。フーヴァーが財務省の勧告を受けての拒否権行使だった。フーヴァーは過去10年間に記念硬貨が15度も発行されたことを挙げ、通貨偽造の温床になってしまうと述べた。また、「似たような提案が多数あるという事実がなければ、本件はそれ自体が重要性の高い事柄ではない」とも述べ、議会にはガズデン購入硬貨以外にも記念硬貨法案が5件提出されており、ガズデン購入硬貨の法案が成立したらそれ以外の法案を却下しにくくなると憂慮した。彼は記念硬貨の発行を硬貨制度の悪用であるとしつつ、硬貨に影響を与えずに記念品を提供できるとして記念メダルの製造を援助すると述べた。その背景には多くの記念硬貨が造幣局に返品され溶かされることがあり、フーヴァーはそれを浪費であると考えた。
翌日、下院造幣委員会は拒否権行使の上書きについて投票を求めた。法案を支持した議員の多くはほかの記念硬貨法案を推していた議員の支持を受けて、下院の議場にきて上書きを支持した。弁論では上書きを支持する議員が主導したが、下院多数党院内総務のジョン・Q・ティルソン（コネチカット州選出）のみがフーヴァーを支持した。上書きには3分の2以上の多数が必要だったが、上書きを支持したのは96名にとどまり、243名が反対した。共和党所属の議員のうち、ニューメキシコ州選出のアルバート・G・シムズ議員のほか、東部と中西部の議員4名が上書きを支持した。
『ニューヨーク・サン』紙はフーヴァーの「しっかりした常識」（sound common sense）を称えたが、ホフェッカーの出身地の新聞である『エル・パソ・ヘラルド』は「フーヴァー大統領は比喩的な意味でアリゾナ州、ニューメキシコ州、そしてエルパソを平手でたたいた」（President Hoover administered a figurative slap to Arizona, New Mexico and El Paso）と批判した。4月26日、『ワシントン・ポスト』紙は社説でフーヴァーの拒否権行使を支持、「記念硬貨が喧しく要求されたのはその販売で利益を挙げられることが理由だったが、議会は記念硬貨の製造を大量に許可したため利益は下がった。[...]フーヴァー大統領の判断は[...]世間一般には賛成されている」と述べた。

## その後
デイヴィッド・ブロワ（David Bullowa）が1938年に出版した記念物に関する著作によると、「ガズデン購入50セント硬貨の提案が拒否されたとき、[...]記念硬貨は余計であり公的に承認されたメダルでも同様の目的を果たせるとする声明が発された。これらのメダルを鋳造することで、収集家を満足させつつ『通貨の混乱』を引き起こさないと考えられた」という。
ガズデン購入法案以降、フーヴァーの大統領期では記念硬貨が認可されたり鋳造されることはなかった。フーヴァーの後任フランクリン・D・ルーズベルトが就任すると、記念硬貨の認可と鋳造が再開されたが、ルーズベルトは1935年と1937年に記念硬貨の大量発行について議会に警告を発し、フーヴァーの拒否権行使を引き合いに出して代わりに記念メダルの発行を求めた。1938年にはコロナド遠征400周年記念硬貨法案に対し拒否権を発動した。1946年、ハリー・S・トルーマン大統領は1937年以来となる記念硬貨法案に署名したが、財務省の意見を引用して、更なる記念硬貨発行は支持しないとした。そして、その発言通り、1947年7月31日にウィスコンシン州昇格100周年記念50セント硬貨法案に拒否権を行使した。後任のドワイト・D・アイゼンハワー大統領期では財務省が同様の理由を述べ、アイゼンハワーは1954年に記念硬貨法案3件に拒否権を行使した。それ以降、記念硬貨は20数年にわたって発行されなかったが、ジョージ・ワシントン誕生250周年50セント硬貨の発行が検討されている1981年に財務省が意見を変えた結果、同記念硬貨は1982年に発行された。このとき、政府は特定の組織を経由せず、記念硬貨を直接収集家や販売業者に売却した。
ホフェッカーはガズデン購入硬貨を発行させることには失敗したが、後にオールド・スパニッシュ・トレイル50セント硬貨（1935年）の設計と流通を、イリノイ州エルギン100周年記念50セント硬貨（1936年）の流通を担当した。同1936年には議会で記念硬貨の流通担当による制度濫用を証言した。その後、1939年から1941年までアメリカ貨幣協会会長を務め、1955年に死去した。